# Феноменологічна соціологія
Феноменологі́чна соціоло́гія — напрямок, парадигма в соціології, яка виникла в 60-тих роках ХХ століття і розглядає суспільство як явище, створене й постійно відтворюване в духовній взаємодії індивідів. Проблеми взаємодії індивідів, розуміння дій і вчинків одних осіб іншими, питання тотожності і відмінності наукового осмислення світу та реального відчуття його людиною стали предметом дослідження феноменологічної соціології.
Феноменологічна соціологія постала через необхідність вивчення соціального світу як повсякденного (буденного) життєсвіту індивіда, причому не просто індивіда, а людини, яка відчуває, переживає, прагне до чогось. В цьому випадку соціальний світ як об'єкт соціологічного вивчення перетворюється на світ феноменальний, світ суб'єктивного досвіду. Він постає тим життєсвітом, в якому дії людей мають суб'єктивне значення і залежать від об'єктів, які на них впливають. Цей феноменальний життєсвіт суб'єктивного досвіду й мав стати об'єктом ретельного вивчення феноменологічної соціології.
Прихильники феноменологічної соціології виходять з того, що зовнішній, оточуючий людей світ є результатом їхньої діяльності, творінням їхньої свідомості. Не заперечуючи об'єктивності цього світу (оскільки він існує як такий і поза людьми, поза їхньою свідомістю), соціологи вважають, що він стає значущим для людей лише тоді, коли вони його сприймають і коли він із зовнішнього, об'єктивного стає для індивідів внутрішнім, суб'єктивним. При цьому сприймають люди, як правило, не сам світ, а його явища (феномени).
Завдання феноменологічної соціології полягає в тому, щоб прояснити, виявити, зрозуміти, пізнати, як, яким чином люди структурують (упорядковують) сприйнятий світ (його феномени, явища) в своїй свідомості та як втілюють своє знання про світ у повсякденних діях, тобто в повсякденному житті. Представників феноменологічної соціології цікавить насамперед те, як об'єктивний світ соціальних явищ і процесів та його різноманітні структури сприймаються звичайними людьми в їхньому повсякденному житті. Тому прихильники феноменологічної соціології прагнуть теоретично осмислити соціальний світ в його людському, духовному бутті.

## Теоретико-методологічні витоки
На становлення феноменологічної школи в соціології великий вплив справили ідеї таких науковців, як М. Вебер, Дж. Г. Мід, А. Бергсон, В. Джеймс, М. Мерло-Понті та ін. Проте, найпомітнішу роль у появі феноменологічної соціології відіграла творчість Е. Гуссерля та М. Шелера, а концепція одного з засновників і найбільш яскравих представників цього напрямку в соціології — А. Шюца була сформульована під безпосереднім впливом ідей цих німецьких мислителів початку XX століття.

### Гуссерлівське коріння феноменологічної соціології
Теоретичні витоки феноменологічної соціології пов'язані насамперед з ім'ям Едмунда Гуссерля (1859–1938), який прагнув створити філософськи обґрунтовану феноменологічну теорію наукового знання. Головним її завданням є вивчення «чистої свідомості», виходити із «первісного досвіду» та «первісного знання». Людина в своєму пізнанні навколишнього світу повинна мати справу з чистою свідомістю як такою. Зрозуміти «чисту свідомість» можна лише шляхом інтуїтивного опису, який є основою феноменологічного аналізу, тобто опису феномена, даного свідомості індивіда.
Центральне, ключове поняття феноменології — інтенціональність, яке означає спрямованість свідомості на певний, значущий для неї об'єкт. Інтенціональність конституює свідомість і наділяє її змістом. Визнання постійної спрямованості свідомості на об'єкт та необхідності для науки описувати цей процес і є сутністю феноменологічного підходу.
Гуссерль сформулював вчення про «життєсвіт» — цілісну структуру людської практики, те, чим люди живуть, маючи про нього часто досить неясне, нерефлектоване знання. Звернення вчених (філософів, соціологів) до цього світу, прагнення проникнути до нього є спробою виявити глибинні реальності повсякденного життя.
Вивчаючи життєсвіт, наука, на думку Гуссерля, здійснить певну редукцію відносно до неї самої. Гуссерлівська методологічна програма орієнтувала на повернення від наукових абстракцій до рівня буденної повсякденної свідомості. Вона вимагала інтуїтивної перевірки, переосмислення наукових понять. Феноменологічна філософія рухається до істини на основі первинних «відомостей» свідомості і глибинних інтуїцій пізнаючого суб'єкта. Головний пізнавальний метод Гуссерля — інтелектуальна інтуїція, «вбачання» суті, істини, ідеї. Тут робиться акцент на момент безпосереднього «вбачання» істини, її здатності самостійно розкриватися (поза роботою мислення). У нашому повсякденному житті ми не піддаємо сумніву те, що світ, який ми сприймаємо, є дійсно таким. Але, на думку Гуссерля, ми певною мірою повинні утриматися від загальноприйнятих установок, суджень про реальність навколишнього світу, а завдяки «душевним» людським якостям, завдяки переживанням ми можемо доповнити власне розуміння і сприйняття навколишнього світу.
Життєсвіт — це сфера досвіду, котрий безпосередньо переживається, яка може бути описана феноменологічно. Знання, отримане таким чином, — це наукове знання про повсякденне життя, повсякденне, або буденне, знання, яке має певну соціальну природу.

### Шелерівське коріння феноменологічної соціології
Відправною точкою феноменологічної соціології Макса Шелера (1874–1928) стало розмежування всього буття на дві сфери: субструктури (або реальні соціальні фактори) та суперструктури (або духовні, ідеальні форми). До першої німецький мислитель відносить географічні, біологічні, демографічні, економічні, політичні феномени (явища). Суперструктура існує, за Шелером, незалежно від субструктури, оскільки є сферою «абсолютного духа» — «ідеальних сутностей», а людське пізнання є способом прилучення до цієї сфери.
Перехід із сфери субструктури до сфери суперструктури здійснюється, згідно з Шелером, через «структуру людських спонукань» (імпульси, інстинкти, які породжуються біологічними, географічними, економічними та іншими явищами). В свою чергу, ці імпульси, спонукання пробуджують прагнення до того чи іншого типу знання. Відповідно до феноменологічного підходу до розуміння суспільства, вчений вивів «закон трьох фаз», який характеризує історичний процес. На першій фазі виникає «незалежна змінна» у вигляді кровноспоріднених зв'язків і соціальних інститутів, які базуються на цих зв'язках. На другій фазі з'являється сукупність політичних факторів, на третій фазі — економічних факторів. Вони й впливають на виникнення тих чи інших ідей і знань.
Звідси виходить його класифікація знання. Він виділяє три «найвищих роди» знання: знання заради панування, або діяльнісне інше знання позитивних наук (позитивне); знання заради освіти, або освітнє знання філософії (метафізичне); знання заради спасіння, або релігійне знання. Всі вони відрізняються соціальними формами, мотивацією, пізнавальними актами, цілями пізнання, зразками типів особистостей, формами історичного руху.
Ідея Шелера зводиться до того, що є певна внутрішня спорідненість між даними типами знання (науково-позитивним, метафізичним, релігійним), типами їхніх носіїв (вчений, дослідник; мудрець, мислитель, філософ; провидець, святий) й типами (формами) організації (школа в сучасному розумінні, дослідницький інститут; школа мудрості в античному значенні; церква чи секта).
Шелер у своїй праці «Проблеми соціології знання» (1924) формулює як вихідні принципи феноменологічного вчення про знання три «найвищих аксіоми»:
1. Знання індивіда (якщо його розглядати не як відокремлену людину, а як члена соціальної спільноти) по суті є апріорним, тобто воно передує всім етапам розвитку його самосвідомості та ціннісної свідомості.

1. Способи спілкування індивіда, передачі знання відрізняються в залежності від структури соціальної спільноти, до якої належить людина. Серед цих способів Шелер виділяє «ідентифікацію», «імітацію» (наслідування), «розуміння», «співпереживання на основі несвідомого зараження», «висновок за аналогією».

1. В основі походження нашого знання про реальність і наповнення його знанням предметних сфер — «зовнішній світ», «внутрішній світ», «світ живої природи», «світ мертвої природи» — лежить «закон порядку», відповідно до якого перший світ є первинним відносно до другого, а третій світ — відносно до четвертого.

## Основні засади феноменологічної соціології Альфреда Шюца
Феноменологічна соціологія — це теоретичний синтез «пізньої» феноменології життєсвіту Е. Гуссерля та «розуміючої соціології» М. Вебера, здійснений Альфредом Щюцом (1899–1959). На відміну від феноменологічної філософії, предметом феноменологічної соціології є не граничні підстави буття та мислення, а соціальність як інтерсуб'єктивна смислова структура — «фабрика значень» людського взаєморозуміння та комунікації.

### «Розуміюча соціологія»
Праці Шюца були присвячені обґрунтуванню методів і понять «розуміючої соціології». У своїй праці «Смислова будова соціального світу» (1932) соціолог визначає, що існують суттєві відмінності між науковим осмисленням дійсності та її повсякденним розумінням. Проблема «розуміння» виникла в гуманістичній сфері як альтернатива поясненню в природничих науках. Тому науково-пізнавальна діяльність (особливо щодо явищ культури) редукувалась М. Вебером через «розуміння» втілених в них смислах — суб'єктивності.
Шюц вважав, що проблема «розуміння» була сформульована М. Вебером хоча й правильно, однак нечітко й дуже загально. До правильного й більш конкретного вирішення поставленої Вебером проблеми більш близько підійшов вчитель Шюца Е. Гуссерль, і саме у вченні про «життєсвіт», який пізнається не так науковими методами, як суб'єктивним конструюванням, обов'язковими елементами якого, тобто, самого «життєсвіту», є «переживання суб'єктом дійсності».
Свою «розуміючу соціологію» Шюц протиставляє «традиційній соціології». Остання виходить з припущення, що суспільство — це реальність, яка є доступною рефлексії (пізнанню). «Традиційна» соціологія не ставить питання: яким чином є можливим суспільство? В традиційній соціології дана проблематика приймалася «на віру» в те, що інші люди існують, їхні дії мають суб'єктивний сенс, що комунікація та взаєморозуміння можливі і т. ін. «Розуміюча соціологія» робить це питання центральним в своєму дослідженні соціального життя.
Свою програму вирішення даної проблеми Щюц розробив на основі феноменологічної філософії Е. Гуссерля і обґрунтував «розуміючу соціологію» як феноменологічну соціологію, котра вимагає суб'єктивного компонента в пояснювальній схемі життєсвіту. Щюц показує, що найбільш повно і послідовно людська суб'єктивність реалізується в світі повсякденності.
Визначений Гуссерлем «життєсвіт» є насправді потоком явищ, який переживається суб'єктом. Не всі явища, які переживаються суб'єктом, мають для нього «значення», не всі вони є осмисленими, відрефлексованими. Осмислюються в гуссерліанській інтерпретації, тобто, розуміються, в-основному явища минулого, які вже увійшли до суб'єктивного досвіду, але не теперішні, не актуальні. Крім того, власне «осмислення» («розуміння») проходить два рівні: нижчий та вищий. На нижчому виникають значимі елементи досвіду, на більш високому рівні утворюються стійкі конфігурації значень, основою яких є інтенціональні акти. Конституювання значень в «розуміючій соціології» Шюца є досить суттєвим моментом.

### Інтенціональність соціальної дії
Ще одним важливим моментом «розуміючої соціології» Шюца є вчення про «інтенціональність» розуміючої дії. Вчений пише: будь-яке розуміння спрямоване на те, що має значення. Така спрямованість «розуміння», в більш широкому плані, та дій суб'єкта, і є інтенціональністю. Саму «розуміючу дію» Шюц розподіляэ на два різновиди: перший — дія, яка не має своєю метою комунікацію та другий — дія, яка здійснюється з метою комунікації. Істинне розуміння сенсу дій суб'єкта, за Шюцом, полягає в усвідомленні суб'єктивних значень дій для «іншого Я».
Поряд з цим типом розуміння, — «істинним розуміння», існують ще два інших типи: розуміння як самоінтерпретація та типізуюче розуміння. Перше з них означає інтерпретацію власних переживань в термінах власного контексту значень. Тобто, суб'єкт переносить ніби власний досвід на поведінку та дії іншого суб'єкта, ототожнює останнього зі своїм власним «Я». Друге розуміння — здійснюється або в формі «повсякденної типізації», або в формі «наукової типізації». Схема тут, однак, одна: підведення «розуміння» під системи або прийнятих в масі, у повсякденному житті, категорій, або — під системи наукових понять.
В основі соціальної дії лежить розуміння. Більше того, за Шюцом, дія та розуміння є тотожними. Розуміння — форма суб'єктивної (людської) активності. Те ж саме відноситься й до пояснення. «Життєсвіт» — це світ смислів, а смисли створюються людьми. Відповідно, соціальний порядок є системою смислів. Люди живуть та діють на основі «природної настанови», що світ кожного є, разом з тим, світом іншого (принцип інтерсуб'єктивності життєсвіту). На цьому принципі й ґрунтується типізація — створення спільних для всіх смислових зв'язків, а також ідеалізація — маються на увазі «і-так-далі» й «я-можу-це-знову» (формули Гуссерля).
Розрізняючи соціальну дію та вчинок (соціальна дія є процесом, в якому дещо здійснюється, а вчинок є результатом цього процесу), Шюц описує темпоральну та смислову структуру соціальної дії, ґрунтуючись на двох різновидах суб'єктивного мотивування. Так, існують два найбільш загальних мотиви: «для-того-щоб» і «тому-що». Перший спрямований у майбутнє, другий — в минуле. Таким чином утворюється соціальна цілісність, «неперервність».

### Розуміння соціальної дії
Соціальне середовище трактується Шюцом не як об'єктивна реальність, а як характер людської взаємодії, принципом якої є те, що кожна людина неповторна і включається у взаємодію з іншими на основі власного сприйняття та розуміння світу. Людські вчинки за Шюцом, ґрунтуються не лише на об'єктивній ситуації до якої потрапляє індивід, а насамперед на його особистому досвіді. Саме тому, взаємодія індивіда зі знайомими та незнайомими людьми суттєво відрізняється, і чим менше є пізнаним суб'єкт взаємодії індивідом, тим більш випадковими будуть його дії. Вчений також доводить, що кожна дія, яку чинить індивід, пов'язана з очікуванням ним адекватної дії з боку інших індивідів, і так само інші індивіди очікують у відповідь адекватного розуміння своїх дій з боку першого індивіда. Такі очікування у відповідь на свої дії Шюц називає раціоналізацією соціальної дії. Звичайно усі речі і всі дії мають суб'єктивний характер, але вони всі опираються на принципи, що діють у вищій реальності — повсякденному світі. Проте, об'єктивний закон функціонування повсякденного життя — це унікальні дії кожного індивіда, що опираються на їхній життєвий досвід, звідси повсякденне життя є наскільки реальним і звичним, настільки ж об'єктивно непередбачуваним. Тому, на думку Шюца, головним завданням соціології є розуміння процесу становлення об'єктивності соціальних явищ на основі суб'єктивного досвіду індивідів.
Але соціолог, створюючи теоретичну модель життєсвіту, повинен дотримуватися таких правил (або, як їх називає Шюц, постулатів):
- постулат релевантності (представництва). Модель соціального світу повинна враховувати лише ті моменти, які фіксують типові зв'язки і відносини предмета, що досліджується, залишаючи без уваги «надмірний» зміст, який не пов'язаний безпосередньо з досліджуваною проблемою;
- постулат адекватності. Соціологічна модель і знання, мотиви, плани дій, що в ній містяться, повинні бути побудовані таким чином, щоб з точки зору здорового глузду вони також сприймались як «розумні і зрозумілі»;
- постулат логічної послідовності. Поняття, якими оперує соціологічна наука, треба узгоджувати одне з одним, і засновані на них висловлювання не повинні суперечити одне одному;
- постулат узгодженості. Соціолог не винаходить світ заново, він будує свою пояснювальну модель таким чином, щоб її можна було емпірично перевірити.

Керуючись основними принципами феноменологічного підходу, можна проаналізувати поведінку будь-якого суб'єкта дії (індивіда, групи, суспільства). Наприклад, у звичній ситуації, діючи в гостях, у друзів або близьких родичів, ми, як суб'єкти дії, достатньо легко орієнтуємося у взаємодії з ними і за їхньою реакцією переконуємося у правильності нашої оцінки даної ситуації й їхніх дій. Складніше правильно побудувати відносини з людьми, яких бачимо перший раз у своєму житті. Наприклад, у компанії з незнайомими людьми дуже важко визначити значущість для всіх ситуації, яка виникла тут. Нерідко практично майже неможливо збагнути мотиви поведінки партнерів, правильно спроєктувати їхню реакцію на наші дії.

### Концепція інтерсуб'єктивності
Повсякденність — одна із сфер людського досвіду, що характеризується особливою формою сприйняття і осмислення світу і котра виникла на основі трудової діяльності людини. Як така, повсякденність і є «найвищою реальністю», вона є основою, на якій тільки й можуть формуватися всі інші знання. Повсякденна «типологізація» світу дає можливість краще його пізнавати, вона надає йому сенсу і є частиною мови, якою ми спілкуємось, та інструментарію, за допомогою якого ми пізнаємо світ. Це знання він назвав знанням першого порядку. Наукове ж знання — це абстрактний світ наукових понять та законів, що історично виводилися на основі життєвого досвіду. А тому, за Щюцом, — це знання другого порядку. На основі цього учений розробляє концепцію інтерсуб'єктивного світу повсякденного життя. Цей світ, на його думку, існував до нашого народження і інтерпретувався нашими предками як соціальний світ. З цією інтерпретацією можна познайомитися лише завдяки вихованню і навчанню в сім'ї та школі. Сприйняття конкретних законів залежить від того, як людина інтерпретує, визначає для себе ті або інші події. Спосіб тлумачення ситуації, визначення того, що є можливим, допустимим, а що є абсолютно виключеним, залежить від системи цінностей індивіда, яку він засвоїв в процесі соціалізації, від нагромадженого власного досвіду взаємодії з оточуючими людьми. Шюц підкреслював, що різниця ціннісних і смислових значень обумовлена специфікою соціалізації і залежить від приналежності індивіда до тієї чи іншої культури, соціальної верстви, професійної групи. Соціально нормовані «конструкції світу» є дуже варіативними.
Об'єктивність соціальної дійсності є особливою, відмінною від об'єктивності природи. Вона народжується у відношенні «Я» до іншого «Я». Причому, саме це відношення визначене знову-таки усвідомленням («переживанням») «Я». Тобто, інше «Я» є нічим іншим, як «переживанням», «усвідомленням» «Я» іншого «Я».
Шюц сформулював дві важливих умови інтерсуб'єктивності життєсвіту, які проявилися в понятті «ідеалізації». По-перше, на думку Шюца, відбувається обов'язково необхідна «ідеалізація взаємозамінності точок зору». І, по-друге, «ідеалізація збігу систем релевантностей». В першому випадку мається на увазі, що кожна людина сприймає речі так само, як і інша людина. У другому випадку припускається, що люди розмірковують про речі ґрунтуючись на однакових критеріях. Обидва випадки інтегруються Шюцом в загальну «тезу про взаємозамінність перспектив». Ця теза й наріжним каменем усіх соціальних дій та розуміння.

## Основні напрямки та школи феноменологічної соціології

### Соціологія знання П. Бергера та Т. Лукмана
Пізніше висновки про повсякденну реальність знайшли логічне узагальнення та доповнення у в ідеях так званого «соціального конструювання реальності» послідовників А. Шюца — американських соціологів Пітера Бергера (нар. 1929) та Томаса Лукмана (нар. 1927). Вони у своїй спільній праці «Соціальне конструювання реальності» (1967), як і Щюц, виходять із того, що наукові знання, так само як і продукти художньої творчої уяви або релігійного переживання, закорінені у повсякденному життєсвіті людини, а тому їх можна розглядати як похідні від «повсякденного знання». Феноменологічна соціологія саме і вивчає зміст, структурні форми та функції такого знання. Причому повсякденне знання, на їхню думку, — це динамічна структура, у якій постійно мають місце обмін, циркуляція. Основу її становить так звана «ситуація обличчям до обличчя» (візаві, англ. face-to-face).
У будь-якій людській діяльності, пояснюють вчені, існує повторення певних стандартних дій, що ведуть до успіху. Люди здебільшого діють за звичкою та готовими зразками, а не тяжіють до інновацій. А соціальні інститути формуються як певні способи типологізації вже наявних зразків взаємодії. Завдяки використанню феноменологічного аналізу соціальна реальність, на думку Лукмана і Бергера, постає як феномен «життєсвіту», який є безпосередньо даним свідомості індивідів, який існує в їхніх колективних уявленнях і корегується людською інтуїцією та відчуттями.

### Етнометодологія
Етнометодологія — школа, яка виникла в межах феноменологічної соціології в 70-ті рр. ХХ століття в США. Її засновником вважається американський учений Гарольд Ґарфінкель (1917–2011). Сам термін «етнометодологія» був введений в науковий обіг Ґарфінкелем по аналогії до терміну «етнонаука», яким позначаються в культурній антропології методи та форми примітивного ненаукового пізнання соціальної дійсності: магія, шаманство, спіритизм тощо. Етнометодологія, за задумом Ґарфінкеля, повинна протистояти «етнонауці» як сукупність наукових прийомів і методів пізнання суспільства. При цьому Ґарфінкель виходить із основного постулату: соціальне життя обов'язково вміщує в собі момент раціональності.
Від об'єктивного наукового дослідження соціальної реальності етнометодологія відмовляється в ім'я розуміння, вживання в неї. У теоретико-методологічному відношенні для етнометодології є властивим заперечення об'єктивного існування соціальних структур. Соціальна реальність виникає в процесі мовної комунікації, в ході раціонального пояснення практичних дій. Пояснення може бути частиною обставини. В етнометодології взаємодія ототожнюється з уявленнями взаємодіючих суб'єктів. Наукове розуміння світу замінюється змістовністю, раціональністю.

### Екзистенціальна соціологія
Екзистенціальна соціологія — достатньо самостійне вчення, яке можна розглядати в межах феноменологічної соціології, оскільки соціальна реальність тут вважається «соціально-психологічним феноменом». Засновником цієї школи вважається американський вчений Едвард Тириак'ян (нар. 1929 р.). Його вчення називається також структурною соціологією. Її основним моментом є положення про «екстазис» (термін М. Гайдеггера), значенням якого є «розпростертість» суспільного буття, з одного боку, в минуле, з другого боку, в майбутнє. Якщо історики вивчають «минуле», то соціологи вивчають «теперішнє». Останнє, за Тириак'яном, є нічим іншим, як актуалізацією минулого, причому ця актуалізація здійснюється суб'єктом і, відповідно, знаходиться в прямій залежності від його, суб'єкта, особливостей (здібностей, цілей, мотивів тощо). Деяка відповідність «минулих» структур «теперішнім» утворює основу «майбутнього» та — суб'єктивно — основу прогнозування. Невідповідність «минулої», «теперішньої» та «майбутньої» структур спричиняє кризу в суспільстві, котра, на думку Тириак'яна, в свою чергу, спричиняє революції.
Торкаючись цієї проблеми, Тириак'ян розвиває вчення про «індекс революційного потенціалу», який складається з суми «емпіричних індикаторів» майбутнього «стрибка» в соціальному розвитку. Серед цих індикаторів зростання урбанізації суспільства, поширення сексуального проміскуїтету та зникнення суспільної нетерпимості до цього «зла», збільшення в соціальній структурі неінституціалізованих релігійних елементів. Сам по собі «індекс революційного потенціалу» є шкалою інтервалів від 0 («нуля») до 1 («одиниці»). Точка 0 є гіпотетичним станом, «утопією»: «відсутність соціального напруження», відсутність протиріч між «мораллю та реальністю» тощо. Точка 1 — кульмінація революції, яку Тириак'ян уявляє як «анархію» та «аномію», крах старих соціальних структур. Проміжні точки позначають різні моменти та міри «соціальної деструкції».

### Когнітивна соціологія
Когнітивна соціологія — це теж один із варіантів феноменологічної соціології, пов'язаний з ім'ям, головним чином, американського соціолога Арона Сікурела (нар. 1928). Його основна робота «Метод і вимірювання в соціології» присвячена аналізу й опису соціологічних методів вивчення соціальних процесів. Сікурел ставить перед собою завдання з'ясувати питання не лише про природу соціального знання, а й про його зберігання, активізацію, а також організацію. Як і всі інші представники феноменологічної соціології, Сікурел виходить при цьому з однієї основної тези про те, що суспільство конструюється і конституюється в суб'єктивних процесах соціальної комунікації: пізнанні, розмові, передачі інформації.
За Сікурелом, існують три етапи конструювання людьми (суб'єктами) соціальної дійсності. Перший етап — це суб'єктивна організація та класифікація «емпірики» (досвіду) в простих (елементарних) актах «говоріння», другий етап — прояв «теоретичних понять», третій етап пов'язаний із суб'єктивним аналізом розмови або тексту. Значне місце у вченні Сікурела займає аналіз «процедур інтерпретації». Зміст цих процедур полягає в суб'єктивному «тлумаченні» розмови (тексту). Він докладно розглядає можливі «суб'єктивні» механізми доповнення тексту, вплив ситуації на «розмову», спирання на минулий досвід (минуле знання) тощо. Способи зберігання, передачі, організації знання Сікурел називає «народними моделями». Він вважає, що у кожної людини є вироблена віками, успадкована і набута в процесі виховання база знань, яка бере участь у подальшій їх організації, «тлумаченні» тексту і т. д. «Народна модель», таким чином, є способом існування (екзистенції) соціальності.

### «Драматургійна» соціологія
Особливе місце в феноменологічній соціології займають роботи обраного свого часу президентом Американської соціологічної асоціації, самобутнього й оригінального дослідника та літератора, прозваного «Кафкою нового часу», Ервінга Ґофмана (1922–1982). Напрямок, який він розробляв, називають ще «драматургійним» підходом в соціології. Центральними питаннями цієї школи служать соціальна взаємодія (інтеракція) і соціальна ідентичність у зв'язку з суб'єктивною інтерпретацією, яка є особливим різновидом конструювання соціальної реальності. Ґофман розробляє і широко використовує метод «зміщення перспектив». Соціальна дія, інтеракція відповідно до цього методу розглядається з точки зору маніпулювання змістом. Все соціальне життя набуває характеру вистави, розіграшу, драматичної дії, а люди, суб'єкти дії, стають «акторами». Іншим важливим моментом наукової творчості Ґофмана є підхід до «нормального» з боку «абсурду», через «абсурд». При цьому вчений керується тією світоглядною установкою, що світ, особливо сучасний, — «загроза індивідуальності». Вчений намагається уявити, як в цих соціально-історичних умовах індивіди розігрують свої соціальні ролі в достатньо типових ситуаціях.

## Місце та значення феноменологічної соціології
Заслуга представників феноменологічної соціології полягає у тому, що саме вони визначили — головним об'єктом соціологічного дослідження має бути повсякденність як сфера людського досвіду, яка характеризується особливою формою сприйняття; що наукове пізнання не може бути об'єктивним, якщо воно відходить від реалій повсякденного життя.
Феноменологічна соціологія, попри відхід від традиції побудови соціологічної концепції на основі емпіричного дослідження соціальних об'єктів, сприяла формуванню більш чіткої картини соціальної взаємодії у суспільстві. Завдяки феноменологам доповнилося і удосконалилося розуміння таких важливих соціологічних категорій як соціальна дія, соціальна функція, соціальна роль. Багато положень феноменологічної соціології увійшли до теоретичних основ осмислення соціальної комунікації.
Феноменологічна соціологія не лише суттєво урізноманітнила спектр наявних версій соціологічного теоретизування, але й зуміла чітко позначити принципово нетрадиційні дослідницькі підходи. Вона, по суті, вперше розглядає повсякденність як основу і необхідну передумову дослідження в соціальних науках і як тему, предмет цього дослідження.

### Персоналії
Альфред Шюц

Арон Сікурел

Гарольд Ґарфінкель

Едвард Тириак'ян

Едмунд Гуссерль

Ервінг Ґофман

Макс Вебер

Макс Шелер

Пітер Бергер

Томас Лукман

### Школи та напрямки
"Драматургійна" соціологія

Екзистенціальна соціологія

Етнометодологія

Когнітивна соціологія

Соціологія знань

Феноменологія